# ازلا (ازلا)
ازلا هو دُوَّار يقع بجماعة أزلا، إقليم تطوان، جهة طنجة تطوان الحسيمة في المملكة المغربية. ينتمي الدوّار لمشيخة ازلا التي تضم 4 دواوير. يقدر عدد سكانه بـ 1189 نسمة حسب الإحصاء الرسمي للسكان والسكنى لسنة 2004.

## روابط خارجية
- البوابة الوطنية للجماعات الترابية
- المندوبية السامية للتخطيط